# Rivière Groust
Der Rivière Groust ist ein 49,5 km langer rechter Nebenfluss des Rivière Lepellé auf der Ungava-Halbinsel im Norden der kanadischen Provinz Québec. Einschließlich Quellflüssen beträgt die Gesamtflusslänge etwa 230 km.

## Flusslauf
Der Rivière Groust durchfließt eine Tundralandschaft des Kanadischen Schildes. Der Rivière Groust bildet den Abfluss des 153 m hoch gelegenen Sees Lac Arnaituuvik. Er fließt anfangs etwa 13 km nach Osten. Anschließend wendet er sich nach Nordosten. Bei Flusskilometer 15 mündet der Rivière Amittujuakaakallak in das Westufer des Rivière Groust. Dieser trifft schließlich auf den aus Norden heranströmenden Rivière Lepellé, ein Nebenfluss des Rivière Arnaud.
Der Rivière Groust entwässert ein großes Seensystem, das sich oberstrom des Lac Arnaituuvik befindet und die Seen Lac Châtelain, Lac Fairwind und Lac Bécard sowie zahlreiche kleinere und größere namenlose Seen umfasst.

## Namensgebung
Der offizielle Flussname wurde 1962 bestätigt. Benannt wurde der Fluss nach Jean Groult oder Groust, ein Schuhmacher, der 1666 bei der ersten Volkszählung in Neu-Frankreich 17 Jahre alt war und 1690 von den Irokesen verbrannt wurde.